# Omar Cabezas
Omar Cabezas Lacayo (1950- ) es un político, militar, escritor y Comandante Guerrillero nicaragüense.
Omar Cabezas  ocupó diversos cargos gubernamentales y políticos, siendo el último el de procurador para la Defensa de los Derechos Humanos de su país, entre diciembre de 2004 y marzo de 2016.
Al inicio de su vida política, fue un destacado dirigente estudiantil universitario del Frente Estudiantil Revolucionario (FER) en la Universidad Nacional Autónoma de Nicaragua (UNAN) en la ciudad de León, actuando por encargo del Frente Sandinista de Liberación Nacional (FSLN), organización político-militar revolucionaria de la que era militante de forma clandestina. Cumplida esa etapa, fue llamado a integrarse a la guerrilla que el FSLN tenía en las montañas del norte de Nicaragua, luchando contra la dictadura de Anastasio Somoza Debayle. Participó en diferentes acciones guerrilleras en el llamado "Frente Norte Carlos Fonseca Amador", entre ellas la toma de la ciudad de Estelí. 
Tras la victoria de la Revolución Sandinista fue alto funcionario del partido y el gobierno sandinistas, y también se destacó como escritor de obras testimoniales de su época en la guerrilla.

## Biografía
Cabezas Lacayo Nació en León, 1950. En 1968 inició su actividad política como dirigente del Frente Estudiantil Revolucionario (FER), brazo estudiantil del FSLN en la Universidad Nacional Autónoma de Nicaragua (UNAN) Sede León. Como tal desarrolló distintas tareas, tanto públicamente para la organización gremial, como clandestinamente para la organización político-militar del FSLN.

### Guerrillero en la montaña
Desde 1974, por orientación del FSLN, abandonó la vida pública para integrarse directamente a la guerrilla rural, siendo enviado primero a la columna comandada por Henry Ruiz alias "Modesto" y René Tejada, que se movilizaba en las zonas selváticas y montañosas de los departamentos de Matagalpa y Jinotega, al norte del país. 
Tras ganar experiencia como guerrillero y en el trabajo político con campesinos, le es confiada la conducción de un pequeño grupo enviado a abrir la presencia y labor del FSLN en zonas rurales del departamento de Estelí. Durante un tiempo disfraza sus movimientos como "vendedor de medicinas", extendiendo la influencia del FSLN en esta zona y promueve la integración voluntaria de campesinos a la guerrilla. El centro de sus actividades es el cerro "Canta Gallo", al noreste del municipio de Condega, abarcando comarcas como "La Montañita" y "El Fraile", donde estuvieron campamentos guerrilleros dirigidos por él mismo.

### Ofensiva final
Al intensificarse en todo el país la lucha del FSLN contra el gobierno de Anastasio Somoza Debayle, después del asesinato del periodista opositor Pedro Joaquín Chamorro Cardenal en enero de 1978, las fuerzas guerrilleras bajo su mando y la zona en la que actuaban quedaron integradas dentro del Frente Norte "Carlos Fonseca Amador", uno de los siete frentes guerrilleros en que el FSLN organizó sus fuerzas en todo el país. Como parte de dicho frente, participó en las tres tomas de la ciudad de Estelí, cabecera del departamento del mismo nombre, teniendo especial importancia las acciones militares durante la insurrección de septiembre de 1978 y la insurrección de junio y julio de 1979, ya durante la ofensiva final de la guerra contra la dictadura.

### Gobierno revolucionario
Tras el triunfo de la Revolución Popular Sandinista, Cabezas es reconocido formalmente como militante del FSLN, otorgándole el grado honorífico de "Comandante Guerrillero" y electo como miembro de la Asamblea Sandinista, principal órgano de consulta de la Dirección Nacional del FSLN. En el gobierno revolucionario de los años 80, se le designa como jefe de la Dirección Política del Ministerio del Interior dirigido por Tomas Borge.

## Escritor
Sus comienzos como escritor se dieron justo después del triunfo revolucionario, animado por una redactora del Washington Post que había conocido en tiempos de la insurrección en Estelí. Cuando la Revolución cumple un año, en 1980, el Ministerio de Cultura edita una revista que se llama "Nicarahuac" y allí publican un fragmento de sus primeros escritos. 
En 1982 obtuvo el Premio Casa de Las Américas en el género Testimonio con su obra titulada: «La montaña es algo más que una inmensa estepa verde» (en inglés: Fire from the Mountain: The Making of a Sandinista ISBN 0-452-25844-8), en el que narra sus vivencias como activista estudiantil, miembro del FSLN y guerrillero en la lucha contra la dictadura de la familia Somoza. En medio del fervor revolucionario de la época se convierte en una obra muy popular y de referencia en Nicaragua, e incluso en Latinoamérica, como testimonio de la lucha de liberación. Gracias a este libro, recibe el reconocimiento del PEN Club Internacional. 
La segunda parte de esta obra, "Canción de Amor para los Hombres", no tuvo sin embargo la misma acogida entre los lectores, pese a continuar la historia y el mismo estilo del primer libro.

## Dirigente comunal
En 1988 deja su cargo en el Ministerio del Interior para asumir la dirección de la organización comunal creada por el FSLN, los Comités de Defensa Sandinista (CDS), que aglutinaba a los habitantes de barrios populares simpatizantes de la revolución. Como su coordinador nacional, lideró el proceso de renovación de esta organización en el que se refuerza su carácter comunal y amplio, en detrimento de la identidad política-partidaria. Así, pasa a llamarse Movimiento Comunal Nicaragüense, adoptando como símbolo el de una trabajadora hormiga, por lo cual esta renovación se conoció como la "Hormigastroika", en humorística referencia a la "Perestroika" que se impulsaba en ese mismo período en la Unión Soviética.

## Diputado
En las elecciones nacionales de 1990, cuando el FSLN y su candidato, Daniel Ortega Saavedra, fueron derrotados y pasaron a la oposición, fue elegido diputado de la Asamblea Nacional de Nicaragua. 

## Procurador
El 9 de diciembre de 2004 es electo por la Asamblea Nacional de Nicaragua en el cargo de procurador para la Defensa de los Derechos Humanos, el que desempeñó envuelto en polémicas con otros sectores: inicialmente se burló y ofendió crudamente a la comunidad LGBT de Nicaragua, pero hacia el final de su gestión dio apoyo a los derechos de la igualdad de género, los derechos de LGBT y por los derechos de las trabajadoras sexuales; mientras que se mostraba apático para investigar las denuncias de violación a los derechos humanos en las que se involucra al gobierno, que en el año 2007 volvió a ser ocupado por su partido, el FSLN.
El 9 de marzo de 2016 presentó su renuncia al cargo, alegando motivos de salud, la cual fue aceptada por la Asamblea Nacional y la Presidencia de la República. Tras esto, no ha habido más información acerca de si continuará su vida pública y política, o se retirará definitivamente a la vida privada.